# Zalog pri Škofljici
Zalog pri Škofljici este o localitate din comuna Škofljica, Slovenia, cu o populație de 103 locuitori.